# Lotus 92
O 92 é o modelo da Lotus da temporada de 1983 da Fórmula 1. Condutores: Elio de Angelis e Nigel Mansell. 
De Angelis usou o chassi 92 apenas no GP do Brasil e Mansell do Brasil até o GP do Canadá.

## Resultados[1]
(legenda) 
|      |    |                      |    |                 |       |      |       |      |       |       |     |       |     |     |     |     |     |     |     |    |     |  |  |
|      |    |                      |    |                 | BRA   | USW  | FRA   | SMR  | MON   | BEL   | USE | CAN   | GBR | GER | AUT | HOL | ITA | EUR | RSA |    |     |  |  |
| 1983 | 92 | Ford Cosworth DFV V8 | 11 | Elio de Angelis | DSQ P |      |       |      |       |       |     |       |     |     |     |     |     |     |     | 12 | 13º |  |  |
| 1983 | 92 | Ford Cosworth DFV V8 | 12 | Nigel Mansell   | 12 P  | 12 P |       |      |       |       |     |       |     |     |     |     |     |     |     | 12 | 13º |  |  |
| 1983 | 92 | Ford Cosworth DFY V8 | 12 | Nigel Mansell   |       |      | Ret P | 12 P | Ret P | Ret P | 6 P | Ret P |     |     |     |     |     |     |     | 12 | 13º |  |  |

↑1  De Angelis Utilizou o chassi 93T com motor Renault turbo do GP do Oeste dos Estados Unidos até o Canadá e Mansell apenas na Alemanha.
↑2  De Angelis e Mansell utilizaram o 94T com motor Renault turbo do GP da Grã-Bretanha, na Alemanha apenas De Angelis e pelos dois pilotos da Áustria até a África do Sul marcando 11 pontos totais.